# راس النقيل السلامي (المخادر)

تعديل مصدري - تعديل

راس النقيل السلامي محلة تابعة لقرية السلامي، التابعة لعزلة الشرف بمديرية المخادر إحدى مديريات محافظة إب في الجمهورية اليمنية، بلغ تعداد سكانها 81 حسب تعداد اليمن لعام 2004.